# ウィーンブリッジ

ウィーンブリッジの回路図。U_{we}は正弦波電源電圧を表し、U_{wy}は測定電圧を表す。

ウィーンブリッジは1891年にマックス・ヴィーンにより開発されたブリッジ回路の1つ。4つの抵抗器と2つのコンデンサから構成される。
ウィーンブリッジが発明された当時は、ブリッジ回路は部品の値を既知の値と比較して測定する一般的な方法であった。しばしば未知の部品をブリッジの辺の1つに入れ、他の辺を調整したり、電圧源の周波数を変えたりすることでブリッジをゼロにすることが行われていた。例えばホイートストンブリッジ参照。
ウィーンブリッジは多くの一般的なブリッジの1つである。抵抗値と周波数によりコンデンサの容量を精密に測定するのに使用されている。音声周波数を測定するためにも使用される。
抵抗Rと容量Cは等しい必要はない。ある周波数で直列R2–C2辺のリアクタンスがシャントRx–Cx辺の正確な倍数となる。2つのR3とR4が同じ比に調整されていれば、ブリッジは平衡状態となる。
ブリッジは
{\displaystyle \omega ^{2}={1 \over R_{x}R_{2}C_{x}C_{2}}}かつ{\displaystyle {C_{x} \over C_{2}}={R_{4} \over R_{3}}-{R_{2} \over R_{x}}\,.}
となるときに平衡状態となる。
この式はR2 = RxかつC2 = Cxを選ぶとR4 = 2R3となる。
実際にはRとCの値が完全に等しくなることはないが、上式は2とxの辺が固定の値の場合、ブリッジはいくつかのωといくつかのR4/R3の比で平衡状態となることを示している。